# Giulio Bosetti
Pour les articles homonymes, voir Bosetti.
Giulio Maria Gastone Stefano Bosetti (Bergame, 26 décembre 1930 - Milan, 24 décembre 2009) est un acteur, metteur en scène (théâtre) et doubleur italien.

## Biographie
Giulio Bosetti a été aussi imprésario théâtral et a collaboré au Teatro Carcano.
Il a joué dans de nombreuses séries télévisives de la RAI et a longtemps collaboré avec le Teatro di Genova (it).
À partir de 1950, joue de nombreux rôles aussi bien dans des pièces classiques de Eugène Ionesco, Fiodor Dostoïevski et Diego Fabbri que dans des séries à la télévision et au cinéma.
Dans les années 1970 il fonde la coopérative Teatro Mobile qu'il dirige jusqu'à sa mort. Avec le Teatro Mobile il a mis en scène pratiquement tout le répertoire de Pirandello.
Parmi ses films les plus célèbres figurent : Nag la bombe (1999), production française, réalisation de Jean-Louis Milesi ; Il divo (2008), dirigé par Paolo Sorrentino.
En 2003, il a joué dans La scuola delle mogli de Molière et en 2006 dans Così è (se vi pare) de Luigi Pirandello, drame dont il a aussi assuré la réalisation.
Giulio Bosetti est mort des suites d'un cancer à Milan le 24 décembre 2009.

## Filmographie

### Cinéma
- 1960 : Morgan il pirata de André De Toth et Primo Zeglio
- 1962 : Miracle à Cupertino (The Reluctant Saint) d'Edward Dmytryk
- 1962 : La città prigioniera
- 1962 : Sept Épées pour le roi (Le sette spade del vendicatore) de Riccardo Freda
- 1962 : Cronache di un convento
- 1963 : Venere imperiale
- 1963 : Oro per i Cesari
- 1963 : Il terrorista
- 1963 : Amour sans lendemain : Alberto, l'ami de Dino
- 1963 : I compagni
- 1965 : Made in Italy
- 1966 : Le Chevalier à la rose rouge (Rose rosse per Angelica)
- 1966 : Requiem per un agente segreto
- 1967 : Un amico
- 1972 : Il viaggio di Marco Polo (voix)
- 1978 : Il ritorno di Casanova
- 1988 : Il segreto dell'uomo solitario
- 2000 : Nag la bombe
- 2003 : Il cuore altrove
- 2003 : Buongiorno, notte
- 2008 : Il divo, réalisation de Paolo Sorrentino

### Télévision
- 1960 : La pisana
- 1960 : Ragazza mia
- 1962 : Le notti bianche
- 1966 : Luisa Sanfelice
- 1968 : Le Chevalier à la rose rouge
- 1969 : Verraten und verkauft
- 1970 : I giusti
- 1971 : Léonard de Vinci
- 1972 : La signora Morli uno e due
- 1972 : Tristi amori
- 1973 : Il rumore
- 1973 : Un attimo, meno ancora
- 1974 : Sotto il placido Don
- 1974 : Malombra

## Prose radiophonique à la RAI
- Saul, tragédie en cinq actes de Vittorio Alfieri, avec Memo Benassi, Nando Gazzolo, Giulio Bosetti, réalisation de Enzo Ferrieri, transmission du 23 octobre 1953.
- Nozze di sangue, tragédie de Federico Garcia Lorca, avec Lina Volonghi, Fulvia Mammi, Maria Fabbri, Valeria Moriconi, Cesarina Gheraldi, Vittorina Benvenuti, Lily Tirinnanzi, Giulio Bosetti, Luigi Vannucchi, Olinto Cristina, Rina Morelli, Renato Cominetti, Vittorio Congia, Dante Biagioni, réalisation de Mario Ferrero, transmission du 21 juin 1963.

## Crédit d'auteurs
- (it) Cet article est partiellement ou en totalité issu de l’article de Wikipédia en italien intitulé « Giulio Bosetti » (voir la liste des auteurs).